# Moon Studios
Moon Studios GmbH là một hãng phát triển trò chơi điện tử được thành lập năm 2010 và trụ sở đặt tại Viên, Áo. Họ được biết đến nhờ tựa game năm 2015 Ori and the Blind Forest, mà hãng đã được trao giải Sự lựa chọn của các Nhà phát triển Game vào năm 2016.
Vào năm 2011, Moon Studios 
đã ký thỏa thuận phát triển và phân phối với Microsoft Game Studios cho Ori and the Blind Forest. Tại E3 2017 họ đã công bố phần tiếp theo, Ori and the Will of the Wisps, ra mắt trên Xbox One và Windows 10.